# Йозеф фон Щернберг
Йозеф фон Щернберг (на немски: Josef von Sternberg) е американски режисьор, сценарист и продуцент, номиниран за две награди „Оскар“. От 1960 г. има звезда на Холивудската алея на славата.

## Биография
Роден е на 29 май 1894 в еврейско семейство във Виена, тогава в Австро-Унгария. Когато е на двегодишна възраст семейството му емигрира в Съединените щати. По-голямата част от своето детство Щернберг прекарва в Ню Йорк и Линбрук.
През 1925 година прави своя режисьорски дебют с немия филм „The Salvation Hunters“, наричан от някои първият независим американски филм.

## Избрана филмография
| Година | Филм                | Оригинално заглавие  |
| ------ | ------------------- | -------------------- |
| 1930   | Синият ангел        | Der blaue Engel      |
| 1930   | Мароко              | Morocco              |
| 1931   | Обезчестена         | Dishonored           |
| 1932   | Шанхай Експрес      | Shanghai Express     |
| 1932   | Русокосата Венера   | Blonde Venus         |
| 1934   | Алената императрица | The Scarlet Empress  |
| 1935   | Дяволът е жена      | The Devil Is a Woman |